# 基隆第一信用合作社
基隆第一信用合作社，簡稱基隆一信，原名基隆產業組合，於1911年創立於日治台灣台北州基隆市，創辦人為近江時五郎等人。總社現址位於基隆市中正區義一路76號，為台灣現存歷史最久的信用合作社。

## 歷史
日本政府於1900年頒布產業組合法，在日本本土推行信用合作社，但沒有立即推行到日本所屬的韓國與台灣。根據這項法律，基隆士紳近江時五郎等人，於1911年12月7日於基隆公會堂（今基隆市立文化中心）召開創立總會，組成基隆產業組合。於1912年2月1日，於基隆富貴街（今義二路）開幕營業。
台灣總督府於1913年於台灣頒布產業組合法後，近江時五郎等人正式將基隆產業組合改組為信用合作社，更名為基隆信用組合，是基隆地區第一個信用合作社，也是台灣最早出現的信用合作社之一。1914年總社遷至哨船頭地區。
在太平洋戰爭後期，美軍空襲基隆，總社所在遭到轟炸，業務停擺。1945年，第二次世界大戰結束，中華民國政府接管台灣，原本在台灣日本人全數遭到強制遣返。基隆一信被台灣省政府接管，1946年合併了原由日本人擁有的庶民信用組合，改名為「保證責任基隆市信用合作社」，負責清算接收日本人擁有資產，以及戰後經濟重建。1947年再度改名「保證責任基隆市第一信用合作社」。
1977年將總社所在改建為八層大樓。
2005年根據信用合作社法，改名「有限責任基隆第一信用合作社」。

## 社會公益
在基隆市長蘇德良任內，基隆一信於1972年捐助建造在基隆火車站前的基隆一信天橋。因國門廣場工程，天橋於2021年3月拆除。
在基隆市長陳正雄任內，基隆一信捐助建造建忠一路城隍廟前地下道，仁五路、南榮路口天橋。
1992年，基隆一信捐助成立財團法人基隆市一信文教基金會，贊助公益、救濟、學術、藝文與體育比賽各式活動。

## 外部連結
- 基隆第一信用合作社首頁 （页面存档备份，存于）